# Henrique Caiado
Henrique Caiado (en latin Hermicus Cajadus), né à Lisbonne vers 1470, mort à Rome en 1509, est un humaniste portugais ayant surtout vécu en Italie, poète néolatin renommé.

## Biographie
Son père, Álvaro Caiado, était un capitaine du roi de Portugal. Son frère Luís fut archidiacre du diocèse de Lisbonne. Les détails de sa biographie sont très mal connus. Il fit ses premières études à Lisbonne chez le grammairien Pedro Rombo, puis fut envoyé étudier le droit à l'Université de Bologne où il se trouvait vers 1485. Mais il était bien plus intéressé par les belles-lettres que par le droit. Il gagna Florence pour devenir l'élève d'Ange Politien. Après la mort de ce dernier (29 septembre 1494), il suivit les leçons de Marcello Adriani, son successeur au Studio Fiorentino. Il retourna ensuite à Bologne, où il fut auditeur de Filippo Beroaldo, qui y enseignait les belles-lettres. Ayant fait la connaissance de Celio Calcagnini à Ferrare, le 28 octobre 1499 il fut recruté comme professeur de l'école publique de Rovigo pour succéder à Cœlius Rhodiginus, ami de Calcagnini qui avait demandé son congé. Il assura cet enseignement jusqu'au 13 août 1500, puis retourna à Ferrare.
Mais son oncle Nuno Caiado, et le roi de Portugal lui-même, le pressaient de se remettre au droit. On suit ses études juridiques à l'Université de Padoue entre 1503 et 1506, étant conciliarius de la faculté de droit, représentant sa nation. Au début de l'année universitaire 1506/07, il fut nommé lecteur des Authentiques, mais il quitta son poste peu après. C'est par Érasme qu'on sait qu'il mourut à Rome au cours du premier semestre 1509 (période où l'humaniste hollandais s'y trouvait lui-même) : celui-ci raconte à propos d'un de ses Adages qu'il l'y connut et sut qu'il mourut alors d'une suffocation causée par le vin, un phénomène appelé paraît-il vinaria angina.
Henrique Caiado fut considéré comme un des meilleurs poètes néolatins de son époque. Il est l'auteur d'églogues (dont six publiées à Bologne en 1496), d'épigrammes (louées par Érasme) et de « silves ». Il a composé aussi des discours latins.

## Éditions
- Wilfred P. Mustard (éd.), The Eclogues of Henrique Cayado, Baltimore, The Johns Hopkins University Press, 1931.
- Tomas de Rosa (éd.), « As éclogas de Henrique Caiado », Humanitas 3-4 (Coïmbre, 1953-54), p. 103-187.
- Claudie Balavoine (éd.), Les Églogues d'Henrique Caiado, ou l'humanisme portugais à la conquête de la poésie néo-latine (textes présentés, traduits et commentés), Fundação Calouste Gulbenkian / École pratique des hautes études, Lisbonne-Paris, 1983.